# Homophymia stipitata
Homophymia stipitata är en svampdjursart som beskrevs av Kelly 2000. Homophymia stipitata ingår i släktet Homophymia och familjen Neopeltidae.
Artens utbredningsområde är havet kring Nya Zeeland. Inga underarter finns listade i Catalogue of Life.